# Antonio Vallejo-Nájera
Vallejo-Nájera  Lobón est un nom espagnol. Le premier nom de famille, en général paternel, est Vallejo-Nájera ; le second, en général maternel, souvent omis, est Lobón.
Antonio Vallejo-Nájera Lobón,, né le 20 juillet 1889 à Paredes de Nava (Palencia) et mort le 25 février 1960 à Madrid, est un psychiatre militaire espagnol.
Il est considéré comme « le Mengele espagnol » ou « le Mengele de la psychiatrie franquiste » pour ses théories racistes d'extrême droite et sa participation aux épurations du régime franquiste,,. Il figure sur la liste des psychiatres militaires s’étant livrés à des expérimentations sur les prisonniers de la guerre d'Espagne, à dessein d’y déceler la présence d’allégués « gènes communistes ».

## Pratiques eugénistes
Obsédé par un besoin de pureté raciale, Vallejo écrit en 1934 un livre défendant la castration des psychopathes.
Selon le juge Baltasar Garzón « Francisco Franco autorisa en août 1938 le chef des Services psychiatriques militaires à créer le Cabinet d'investigations psychologiques, dont la finalité primordiale était la recherche des racines psychophysiques du marxisme, qui ne peut avoir d'autre précédent que l'Institut pour la recherche et l'étude de l'hérédité créé [dans l'Allemagne nazie] par Himmler », et il attribue à Vallejo Nájera « Nous avions déjà exposé dans d'autres travaux l'idée des relations intimes entre le marxisme et l'infériorité mentale… La vérification de nos hypothèses est d’une importance politico-sociale énorme, car, si comme nous le pensons, les militants marxistes sont de préférence des psychopathes antisociaux, la ségrégation totale de ces sujets dès l'enfance pourrait libérer la société d'une plaie si terrible »…
En 1938, certains membres des Brigades internationales sont soumis à des tests physiques et psychologiques ; il s’agit de l’une des premières tentatives systématiques de mettre la psychiatrie au service d’une idéologie politique.
Un film explore, à ce propos, les expérimentations du docteur Vallejo : « Les enfants perdus du franquisme,,, ». Ce reportage décrit une situation expérimentale, dans laquelle les enfants des républicains ne peuvent rester avec leur mère génitrice au-delà de trois ans. Ces enfants  sont ensuite pris en charge par une institution catholique, qui leur inculque une idéologie en tout point opposée  à celle de leurs parents. Très souvent, d’ailleurs, ces derniers perdent leur trace. Sans aucun fondement scientifique, le rapport déclare que « les relations intimes existant entre le marxisme et l’infériorité mentale sont évidentes » et conclut, sur la base de ce postulat, que « la mise à l’écart des sujets, dès l’enfance, pourrait affranchir la société de cette idéologie… » (signé: Dr Antonio Vallejo Nágera, médecin psychiatre). Ses travaux trouvent écho auprès des chefs de l'armée franquiste et lui valent d’être promu colonel.

## Publications
- Concerto pour instruments désaccordés : Souvenir d'un psychiatre, Éditions du Cerf, 1984.
- (es) Niños y Jóvenes anormales, sans éditeur, Madrid, 1941.

### Filmographie
- (ca) Els nens perduts del franquisme – Les enfants perdus du franquisme. Réalisation : Ricard Belis i Garcia. Musique : Victor Cortina. Production : Muntsa Tarres, 2004. Durée : 30 min.
- [vidéo] Histoire vivante — Les enfants volés du franquisme, tsr.ch (via le cache de google), diffusé le 7 août 2011. Durée : 57:18.